# Vadelaincourt
Ne doit pas être confondu avec Valdelancourt.
Vadelaincourt est une commune française située dans le département de la Meuse, en région Grand Est.

## Géographie

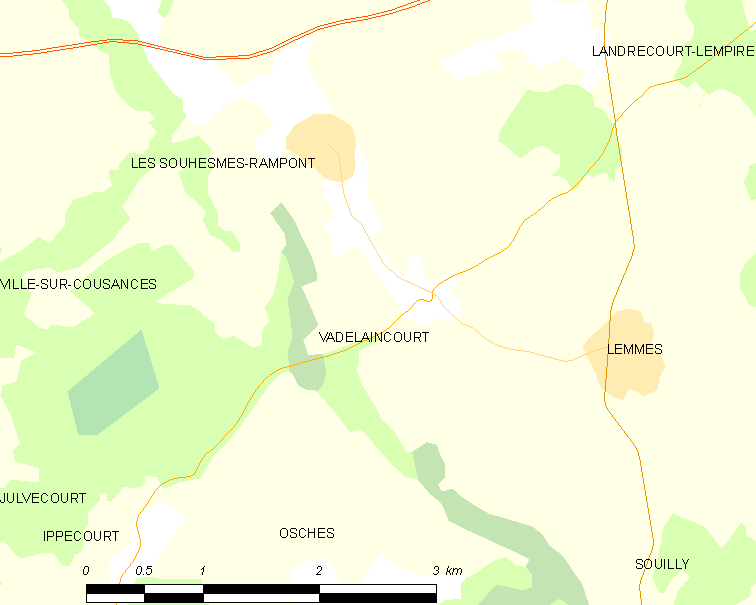
Carte de la commune.
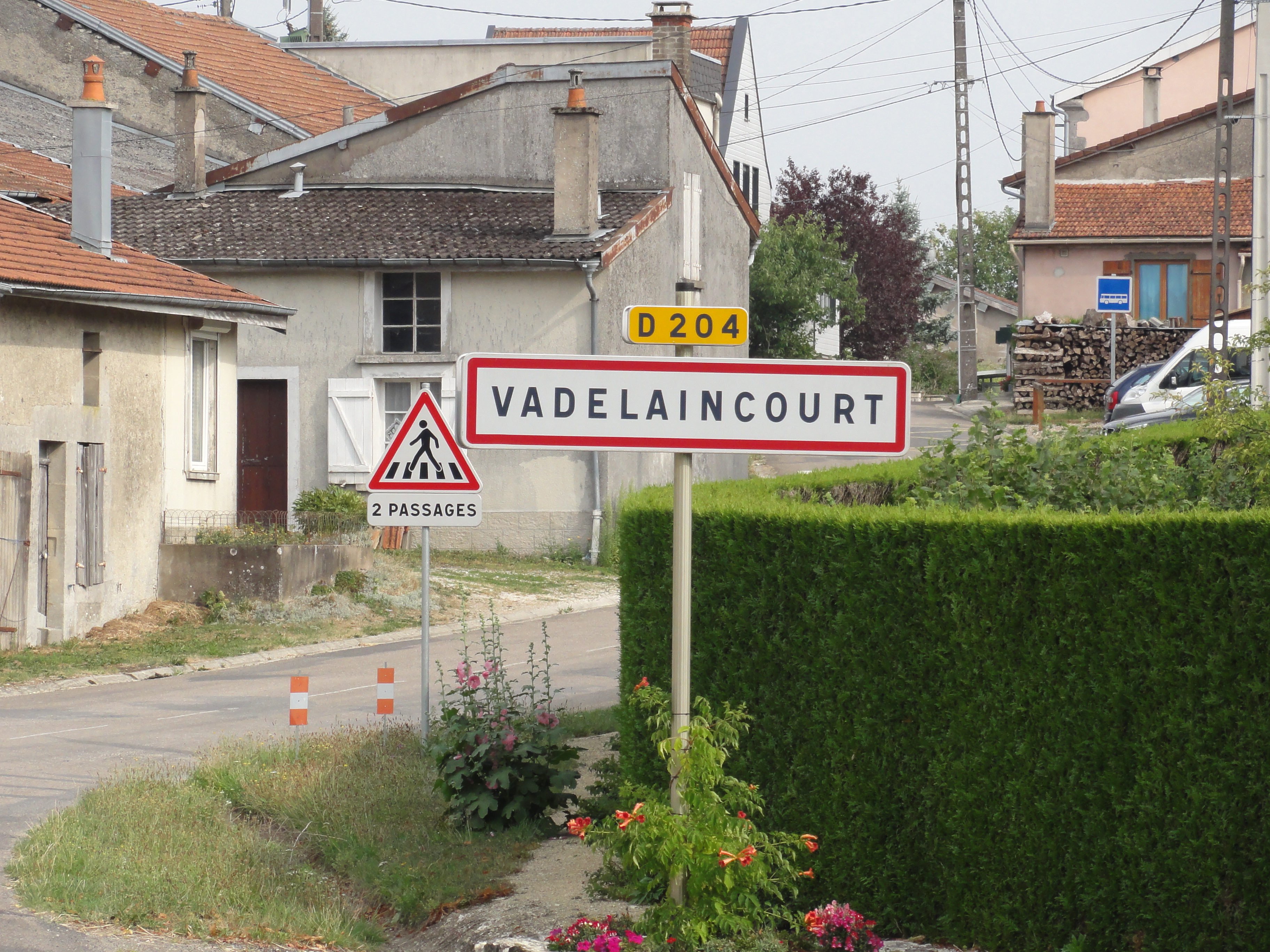
Entrée de Vadelaincourt.

| Les Souhesmes-Rampont | Les Souhesmes-Rampont | Nixéville-Blercourt |
| Les Souhesmes-Rampont | Vadelaincourt         | Lemmes              |
| Osches                | Lemmes                | Lemmes              |

### Hydrographie
La commune est dans la région hydrographique « la Seine du confluent de l'Oise (inclus) à l'embouchure » au sein du bassin Seine-Normandie. Elle est drainée par la Vadelaincourt et le ruisseau de Mala,.
La Vadelaincourt, d'une longueur de 20 km, prend sa source dans la commune de Lemmes et se jette dans la Cousances à Clermont-en-Argonne, après avoir traversé huit communes.

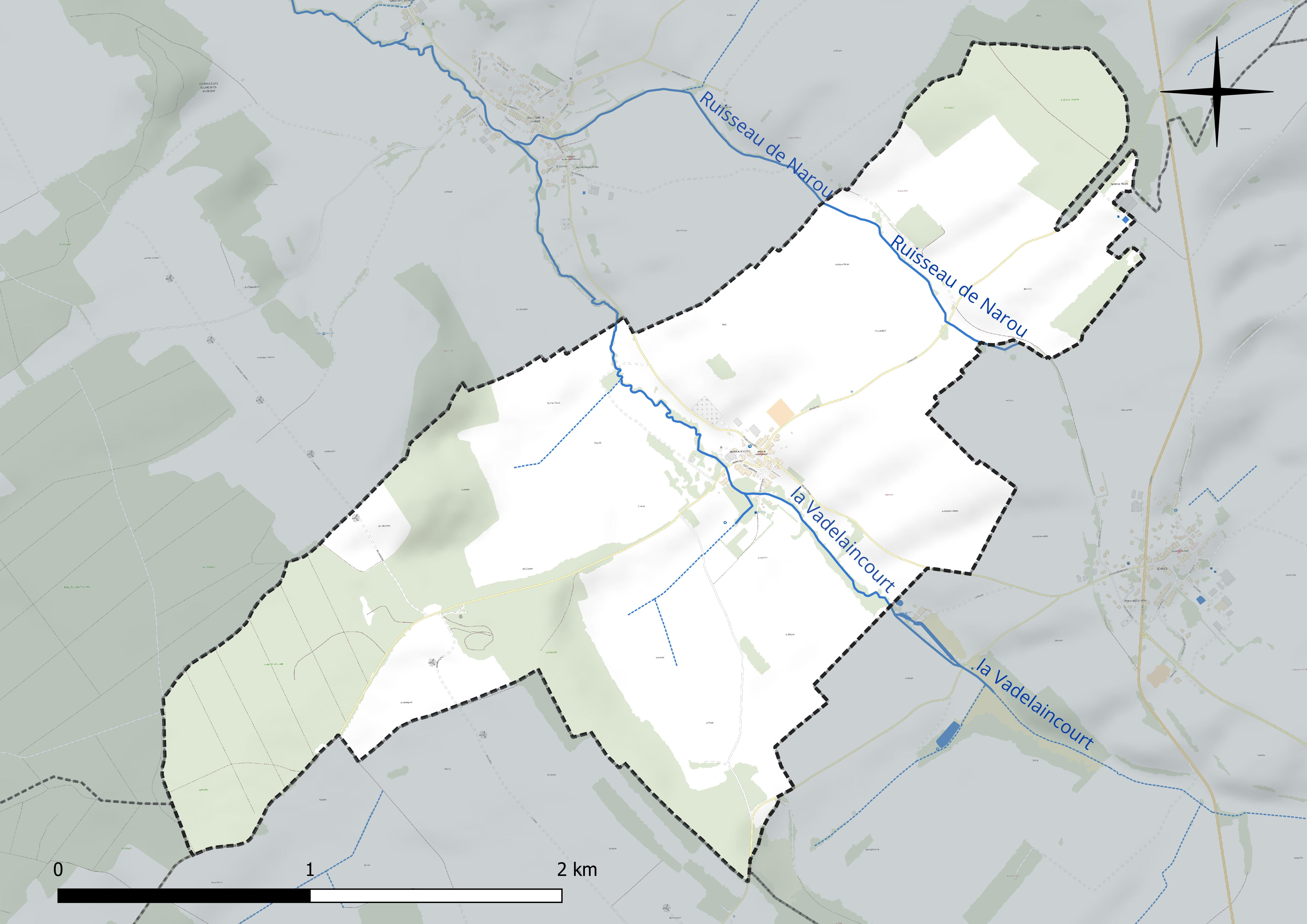
Réseau hydrographique de Vadelaincourt.

### Climat
Pour des articles plus généraux, voir Climat du Grand Est et Climat de la Meuse.
En 2010, le climat de la commune est de type climat de montagne, selon une étude du Centre national de la recherche scientifique s'appuyant sur une série de données couvrant la période 1971-2000. En 2020, Météo-France publie une typologie des climats de la France métropolitaine dans laquelle la commune est exposée à un climat océanique altéré et est dans la région climatique  Lorraine, plateau de Langres, Morvan, caractérisée par un hiver rude (1,5 °C), des vents modérés et des brouillards fréquents en automne et hiver.
Pour la période 1971-2000, la température annuelle moyenne est de 9,6 °C, avec une amplitude thermique annuelle de 16,1 °C. Le cumul annuel moyen de précipitations est de 1 029 mm, avec 14 jours de précipitations en janvier et 9,7 jours en juillet. Pour la période 1991-2020, la température moyenne annuelle observée sur la station météorologique de Météo-France la plus proche, « Aubréville_sapc », sur la commune d'Aubréville à 15 km à vol d'oiseau, est de 10,9 °C et le cumul annuel moyen de précipitations est de 854,3 mm. 
La température maximale relevée sur cette station est de 41,8 °C, atteinte le 25 juillet 2019 ; la température minimale est de −15,7 °C, atteinte le 20 décembre 2009,,.
Les paramètres climatiques de la commune ont été estimés pour le milieu du siècle (2041-2070) selon différents scénarios d'émission de gaz à effet de serre à partir des nouvelles projections climatiques de référence DRIAS-2020. Ils sont consultables sur un site dédié publié par Météo-France en novembre 2022.

## Urbanisme

### Typologie
Au 1er janvier 2024, Vadelaincourt est catégorisée commune rurale à habitat dispersé, selon la nouvelle grille communale de densité à sept niveaux définie par l'Insee en 2022.
Elle est située hors unité urbaine. Par ailleurs la commune fait partie de l'aire d'attraction de Verdun, dont elle est une commune de la couronne,. Cette aire, qui regroupe 103 communes, est catégorisée dans les aires de moins de 50 000 habitants,.

### Occupation des sols
L'occupation des sols de la commune, telle qu'elle ressort de la base de données européenne d’occupation biophysique des sols Corine Land Cover (CLC), est marquée par l'importance des territoires agricoles (68,3 % en 2018), en augmentation par rapport à 1990 (67,1 %). La répartition détaillée en 2018 est la suivante : 
terres arables (62,8 %), forêts (31,7 %), prairies (5,5 %). L'évolution de l’occupation des sols de la commune et de ses infrastructures peut être observée sur les différentes représentations cartographiques du territoire : la carte de Cassini (XVIIIe siècle), la carte d'état-major (1820-1866) et les cartes ou photos aériennes de l'IGN pour la période actuelle (1950 à aujourd'hui).

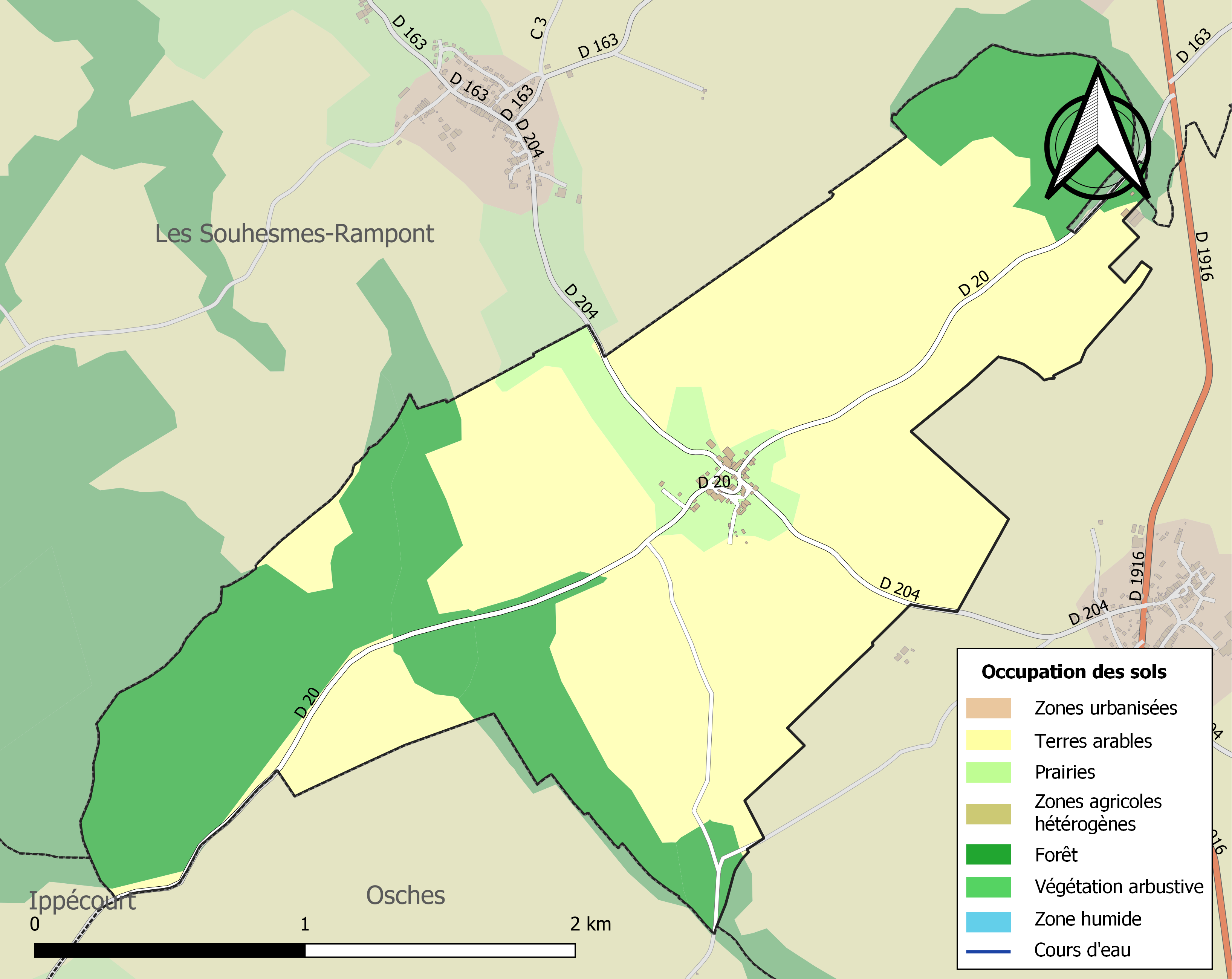
Carte des infrastructures et de l'occupation des sols de la commune en 2018 (CLC).

## Toponymie
L'origine du nom de la commune est similaire à celle de Vandelainville.

## Histoire
En 1973, Vadelaincourt est intégrée à la commune des Quatre-Vents, avant d'être rétablie en 1984.

## Politique et administration
| Période                                  | Période       | Identité      | Étiquette | Qualité |
| ---------------------------------------- | ------------- | ------------- | --------- | ------- |
| Les données manquantes sont à compléter. |               |               |           |         |
| 1984                                     | mars 2009     | Alain Huguin  | SE        |         |
| avril 2009                               | mars 2014     | Hubert Bry    |           |         |
| mars 2014                                | novembre 2018 | David Rondeau |           |         |
| décembre 2018                            | en fonction   | Hubert Bry    |           |         |

## Démographie
Le recensement effectué en 2014 fait apparaître une population en constante évolution positive puisque 80 habitants sont recensés à ce jour
L'évolution du nombre d'habitants est connue à travers les recensements de la population effectués dans la commune depuis 1793. Pour les communes de moins de 10 000 habitants, une enquête de recensement portant sur toute la population est réalisée tous les cinq ans, les populations de référence des années intermédiaires étant quant à elles estimées par interpolation ou extrapolation. Pour la commune, le premier recensement exhaustif entrant dans le cadre du nouveau dispositif a été réalisé en 2004.

En 2022, la commune comptait 77 habitants, en évolution de −7,23 % par rapport à 2016 (Meuse : −4,4 %, France hors Mayotte : +2,11 %).
| 1793 | 1800 | 1806 | 1821 | 1831 | 1836 | 1841 | 1846 | 1851 |
| ---- | ---- | ---- | ---- | ---- | ---- | ---- | ---- | ---- |
| 144  | 102  | 130  | 153  | 179  | 181  | 166  | 168  | 178  |

| 1856 | 1861 | 1866 | 1872 | 1876 | 1881 | 1886 | 1891 | 1896 |
| ---- | ---- | ---- | ---- | ---- | ---- | ---- | ---- | ---- |
| 168  | 170  | 156  | 151  | 155  | 137  | 136  | 128  | 116  |

| 1901 | 1906 | 1911 | 1921 | 1926 | 1931 | 1936 | 1946 | 1954 |
| ---- | ---- | ---- | ---- | ---- | ---- | ---- | ---- | ---- |
| 116  | 107  | 102  | 92   | 100  | 103  | 100  | 74   | 76   |

| 1962 | 1968 | 1982 | 1990 | 1999 | 2004 | 2006 | 2009 | 2014 |
| ---- | ---- | ---- | ---- | ---- | ---- | ---- | ---- | ---- |
| 74   | 51   | 60   | 64   | 59   | 57   | 54   | 66   | 79   |

| 2019 | 2022 | - | - | - | - | - | - | - |
| ---- | ---- | - | - | - | - | - | - | - |
| 75   | 77   | - | - | - | - | - | - | - |

## Culture locale et patrimoine

### Lieux et monuments
- Le nécropole nationale de Vadelaincourt avec le monument aux héros de l'armée de Verdun.
- Mémorial de Jules de Langlade et de ses camarades victimes du bombardement aérien du 5 septembre 1917, situé auprès de la Nécropole nationale.
- Croix de chemin.

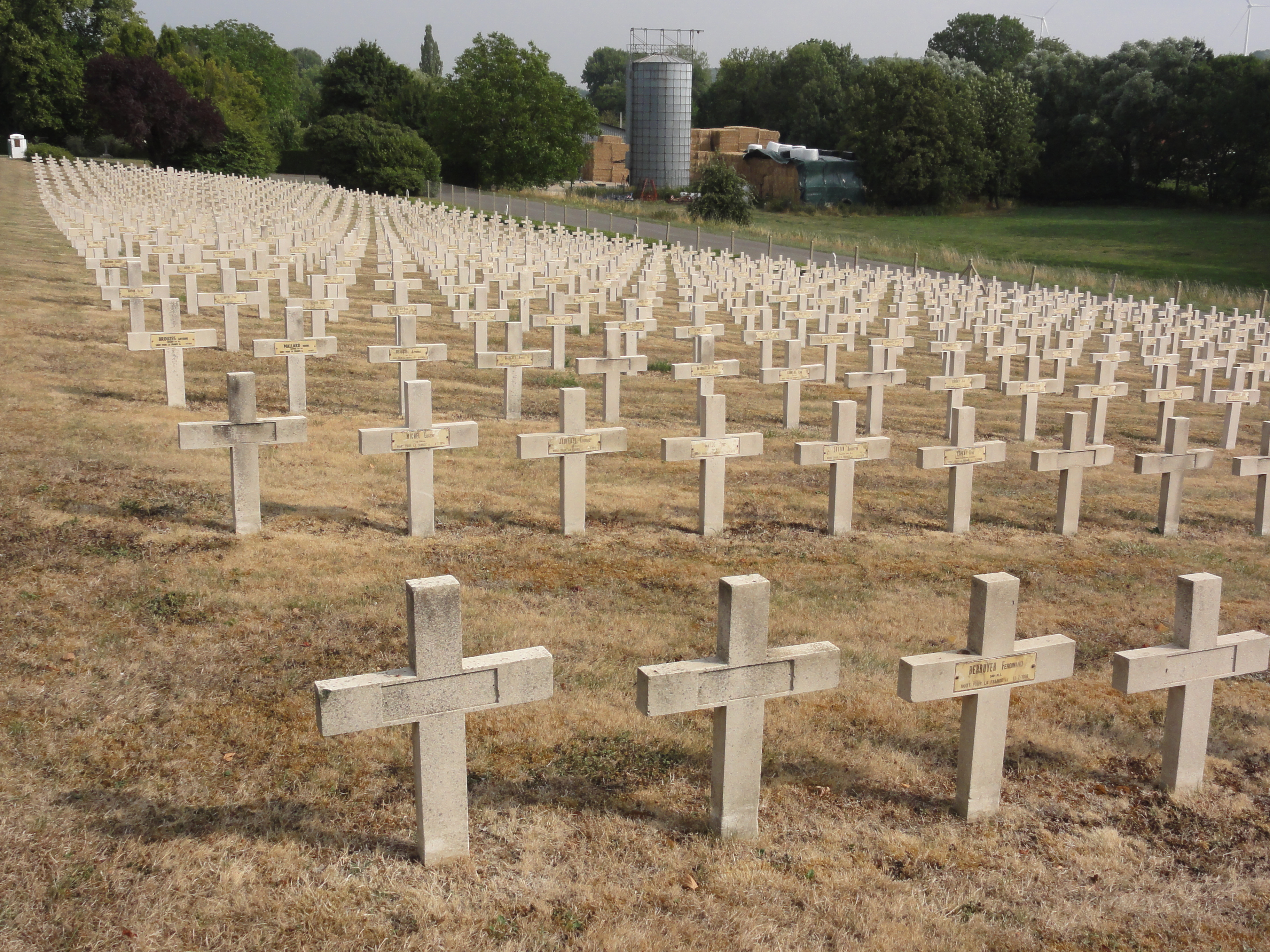
Nécropole nationale, vue d'ensemble.
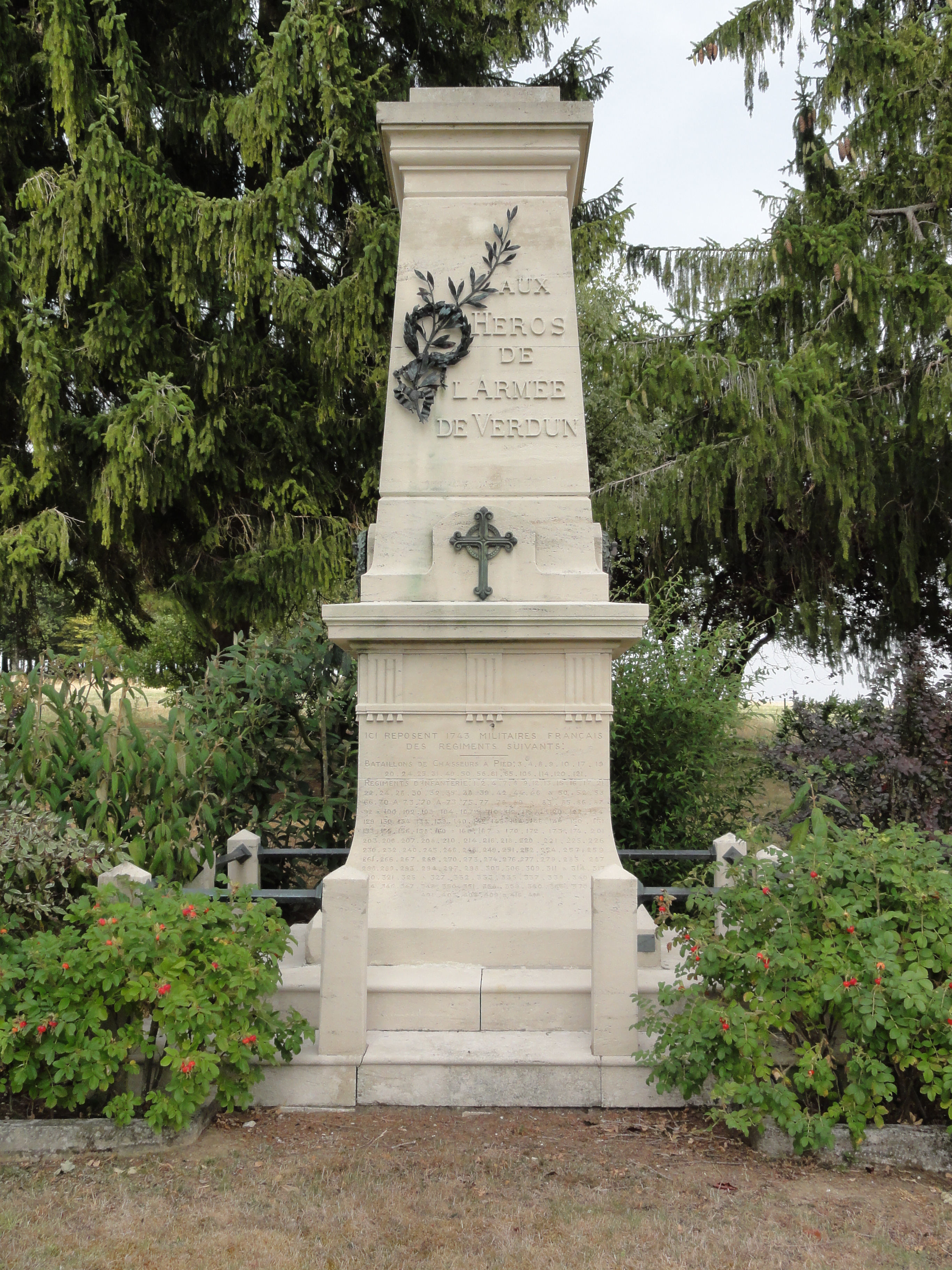
Nécropole nationale, monument aux héros de l'armée de Verdun.
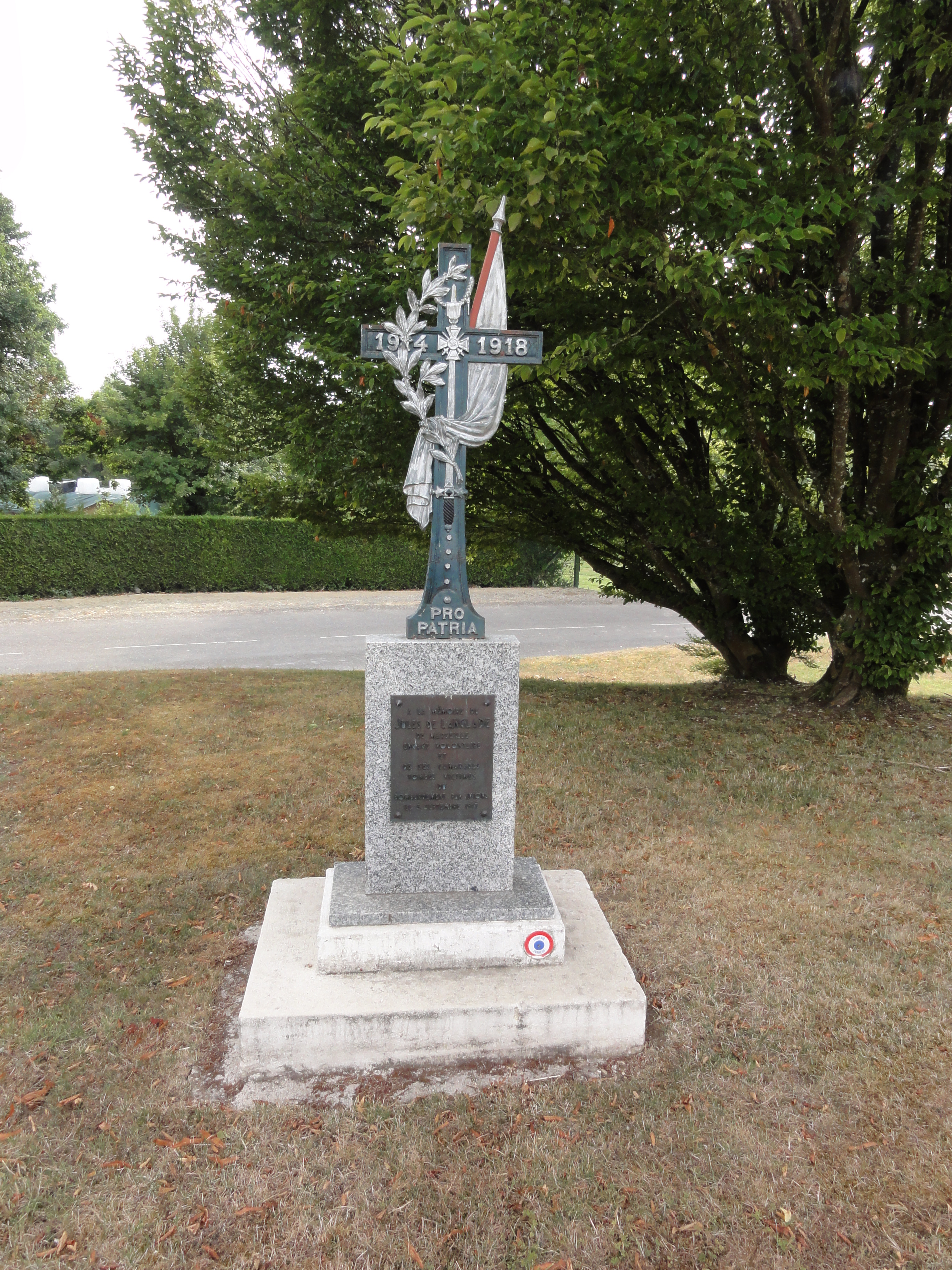
Monument Jules de Langlade.
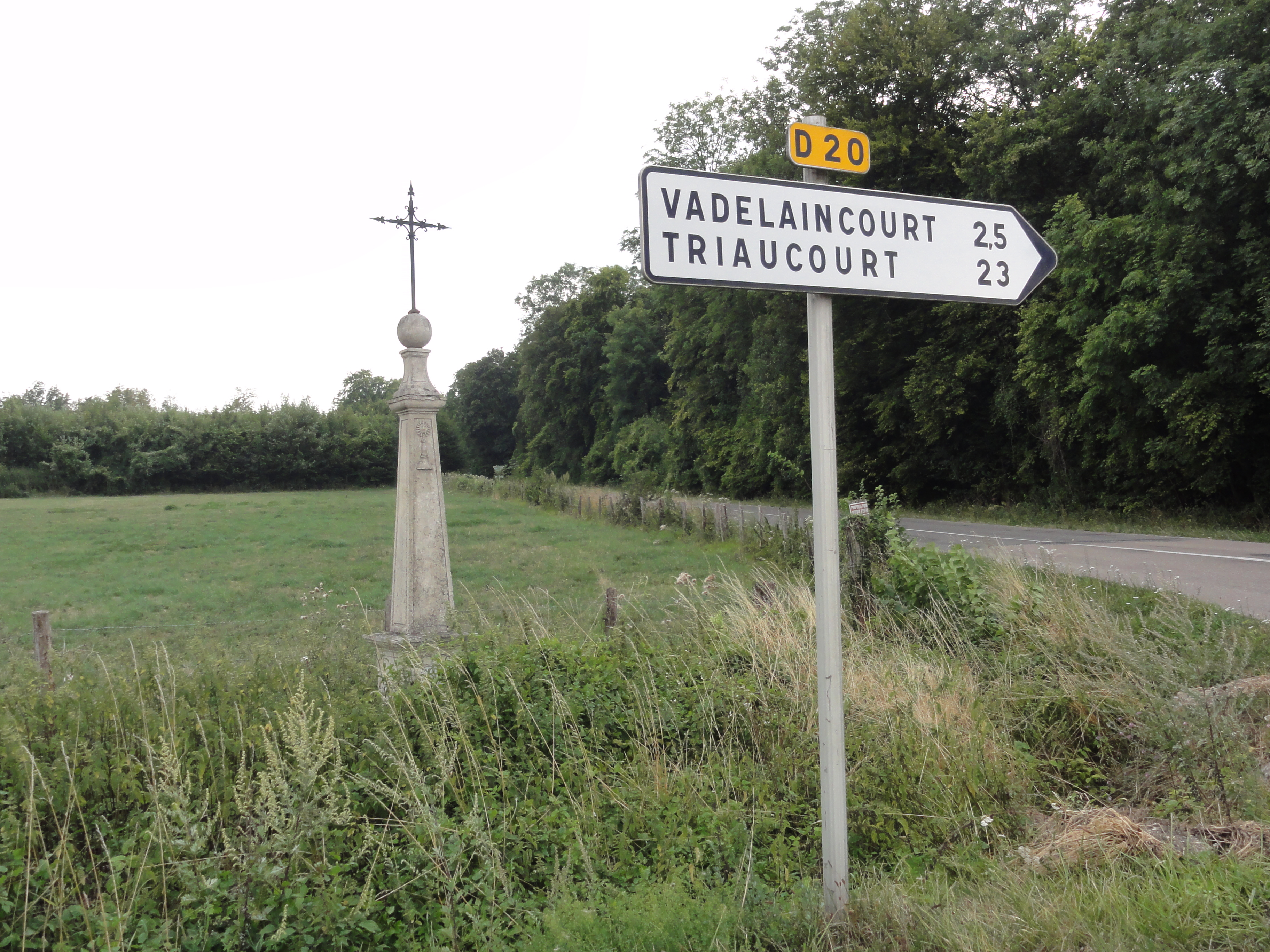
Croix de chemin.

### Personnalités liées à la commune
- Charles Antoine Génin (1785-1866), député de la Meuse et conseiller général du canton de Souilly, décédé à Vadelaincourt.
- Georges Boillot (1884-1916), pilote automobile, mort à Vadelaincourt lors d'un combat aérien.
- Marcel Brindejonc des Moulinais (1892-1916), aviateur, mort en vol à Vadelaincourt.
- René Génin (1900-1941), compagnon de la Libération, né à Vadelaincourt.